# Roeboides occidentalis
Roeboides occidentalis är en fiskart som beskrevs av Meek och Hildebrand, 1916. Roeboides occidentalis ingår i släktet Roeboides och familjen Characidae. IUCN kategoriserar arten globalt som livskraftig. Inga underarter finns listade i Catalogue of Life.